# Савез хокеја на леду Монголије
Савез хокеја на леду Монголије, МХХ (монг. Монголын Хоккейн Холбоо) кровна је спортска организација задужена за аматерски хокеј на леду на подручју азијске државе Монголије.
Савез је пуноправни члан Међународне хокејашке федерације (ИИХФ) од 15. маја 1999. године, а седиште савеза налази се у главном граду земље Улан Батору. 
Савез је задужен за организацију националне хокејашке лиге, аматерског такмичења које се игра од 1992. и у којем учествује 6 клубова. 
Под ингеренцијом Савеза је и деловање националних репрезентативних селекција, како мушке сениорске репрезентације, тако и селекције до 18 година. Сениорски тим је дебитовао на међународној сцени на Азијским зимским играма 1999. у Јужној Кореји. На светском првенству ИИХФ први пут су наступили 2007. у оквиру турнира Дивизије III, где су забележили сва 4 пораза уз гол разлику 3:45. Последње место заузимају и на првенствима Дивизије III 2008. у Луксембургу (укупна гол разлика 11:59) и 2009. на Новом Зеланду где су одустали од учешћа те су све утакмице регистроване службеним резултатом 0:5. 
Након дисквалификације Јерменије са првенства 2010. Монголија заузима треће место у групи Б.
Све монголске репрезентативне селекције су одустале од свих такмичења планираних за 2011. годину због недостатка финансијских средстава и непостојања адекватне опреме, а на међународну сцену поново су се вратили 2013. године.
Велики проблем за даљи развој монголског хокеја на леду представља недостатак инфраструктурних објеката, посебно затворених дворана. Закључно са 2013. у целој земљи је постојало 13 отворених терена са природним ледом који су адекватни за игру само током зимског дела године. 
Према подацима ИИХФ за 2013. на подручју Монголије регистровано је укупно 976 активних играча, 460 у сениорској и 516 у јуниорској конкуренцији. Судијску лиценцу поседовало је свега 8 арбитара. 